# Единое национальное тестирование
Единое национальное тестирование (каз. Ұлттық бірыңғай тестілеу/ Ūlttyq biryñğai testileu; сокр. ЕНТ каз. ҰБТ/ŪBT) — стандартизированная система оценки знаний выпускников школ в Казахстане. Экзамен проводится на русском, казахском и английском языках за исключением предметов Русский язык, Русская литература, Казахский язык, Казахская литература и Иностранного языка, они проводятся на языках самого предмета. В 2023 году ЕНТ сдавали 162 тысячи выпускников, из них больше 75% — на казахском языке, около 25% — на русском и 243 человека — на английском языке. Иностранные абитуриенты, желающие получить образование в казахстанских вузах, не участвуют в сдаче ЕНТ и поступают в вуз на основании собеседования в приёмной комиссии университета.

## Описание
Впервые ЕНТ было введено в 2004 году. Единое национальное тестирование проводят в последних числах июня. ЕНТ проходит в один этап и оценивается по 140-балльной шкале, всего заданий 120. Время тестирования — 4 часа (240 минут).
Экзамен состоит из:
3 обязательных предмета
- Математическая грамотность (10 заданий);
- Грамотность чтения (10 заданий);
- История Казахстана (20 заданий).

2 профильных предмета (по 40 заданий на каждый предмет)
- математика и физика;
- математика и информатика;
- математика и география;
- биология и химия;
- биология и география;
- иностранный язык и всемирная история;
- иностранный язык и география;
- всемирная история и основы права;
- всемирная история и география;
- язык и литература (казахский или русский);
- химия и физика;
- творческий;
- информатика[5].

Выбрать профильные предметы можно только одной из утвержденных комбинаций. 
Минимальное общее количество баллов для поступления зависит от вуза и направления, в которое поступает выпускник: 
- На направления «Право» и «Педагогические науки» нужно набрать не менее 75 баллов;
- На направления «Здравоохранение и медицина» нужно набрать не менее 70 баллов;
- На направления в области сельского хозяйства, ветеринарии или биоресурсов нужно набрать не менее 60 баллов;
- Для обучения в национальном вузе нужно набрать 65 баллов и выше;
- Минимальный проходной балл для обучения в других вузах — 50 баллов.

Пороговые баллы составляют 3 балла для математической грамотности и грамотности чтения, 5 баллов для истории Казахстана и по 5 баллов по двум профильным предметам. 
Одна из особенностей ЕНТ — возможность конвертации баллов международных экзаменов IELTS, TOEFL, SAT, ACT, IB и A Level в баллы ЕНТ. Если абитуриент сдавал один из перечисленных экзаменов, он может не сдавать ЕНТ по обязательным и профильным предметам в зависимости от предмета. В таком случае, приемная комиссия вуза переведет баллы за иностранный экзамен в баллы ЕНТ. Также выпускник может отказаться от сдачи экзамена по казахскому языку, если уже имеет сертификат Казтест – аналог TOEFl по казахскому языку.
В результате сдачи ЕНТ выпускник получает сертификат, в котором указываются набранные баллы. В свою очередь высшие учебные заведения самостоятельно устанавливают проходной балл для поступления к ним. Для каждой отдельно взятой специальности существует свой проходной балл. Если количества баллов недостаточно для поступления на определённую специальность в определённый вуз, то абитуриент может выбрать такую же специальность в другом вузе, где проходной балл ниже или же выбрать другую специальность, которая соответствует количеству проходных баллов в его сертификате. 
Абитуриент может выбрать платную форму обучения, тогда проходной балл будет ниже, что повышает вероятность поступления в желаемый вуз и на желаемую профессию.

## Аналоги ЕНТ и КТА в других странах
- Во многих странах Европы — Matura
- В США — SAT и ACT
- В Великобритании — A-level
- В Германии и Австрии — Abitur
- Во Франции — Baccalauréat en France (Bac)
- В Российской Федерации — Единый государственный экзамен
- В Молдове и Румынии — Bacalaureat (BAC)
- На Украине:
  - Внешнее независимое оценивание (ВНО) — форма вступительных испытаний для получения первой степени высшего образования — бакалавриата;
  - Единственный вступительный экзамен (ЕВЭ) — форма вступительных испытаний для получения второй степени высшего образования — магистратуры и третий степени высшего образования — аспирантуры;
  - Единственное профессиональное вступительное испытание (ЕПВИ) — форма вступительных испытаний для получения второй степени высшего образования — магистратуры, которая предполагает оценку уровня подготовленности поступающего по специальности;
  - Единый государственный квалификационный экзамен — аттестация выпускников бакалавриата и магистратуры.
- В Беларуси — Централизованное тестирование
- В Кыргызстане — Общереспубликанское Тестирование
- В Армении — Единые экзамены
- В Грузии — Единые национальные экзамены
- В Таджикистане — Централизованные вступительные экзамены